# Hrabstwo Washburn
Hrabstwo Washburn (ang. Washburn County) – hrabstwo w stanie Wisconsin w Stanach Zjednoczonych.
Obszar całkowity hrabstwa obejmuje powierzchnię 1018 mil² (2636 km²). Według szacunków United States Census Bureau w roku 2009 miało 16,666 mieszkańców. Jego siedzibą administracyjną jest Shell Lake.
Hrabstwo powstało w 1883.

## Miasta
- Barronett
- Bashaw
- Bass Lake
- Beaver Brook
- Birchwood
- Brooklyn
- Casey
- Chicog
- Crystal
- Evergreen
- Frog Creek
- Gull Lake
- Long Lake
- Madge
- Minong
- Sarona
- Shell Lake
- Spooner – city
- Spooner – town
- Springbrook
- Stinnett
- Stone Lake
- Trego

## Wioski
- Birchwood
- Minong

## CDP
- Trego
- Stone Lake